# PGC 3096892
LEDA/PGC 3096892 ist eine Galaxie im Sternbild Perseus am Nordsternhimmel, die schätzungsweise 3 Milliarden Lichtjahre von der Milchstraße entfernt ist. Vom Sonnensystem aus entfernt sich das Objekt mit einer errechneten Radialgeschwindigkeit von näherungsweise 69.100 Kilometern pro Sekunde.
Im selben Himmelsareal befinden sich unter anderem die Galaxien NGC 1122, NGC 1129, IC 266, PGC 10969.